# Ловушка Малеза
Ловушка Малеза, или так называемая палаточная ловушка — разновидность энтомологического оборудования, используется для ловли летающих насекомых.

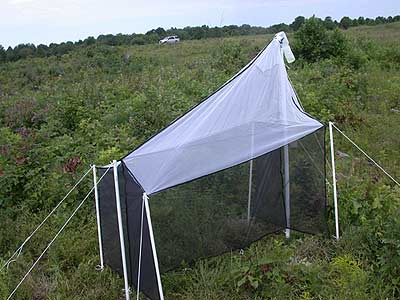

Впервые она была предложена для энтомологических исследований в 1930-х годах шведским энтомологом Рене Малезом и после модификации Таунсом ловушка Малеза получила своё широкое применение.

## Преимущества
Преимуществом ловушки Малеза является её избирательность к поимке хорошо летающих насекомых с положительным фототаксисом, особенно двукрылых, мелких перепончатокрылых и жуков фитофагов. Основное её преимущество перед энтомологическим сачком заключается в том, что ловушка Малеза является постоянно действующей и позволяет получать непосредственные количественные данные для последующих сравнительных исследований.
Важную роль в повышении количества пойманных в ловушку насекомых играет ориентация переднего края ловушки с ловчим стаканом к свету, а заднего конца к древесной или кустарниковой растительности, а также к различным хозяйственным постройкам.

## Конструкция
Конструктивные особенности ловушки Малеза тесно связаны с биологическими особенностями насекомых.
Ловушка состоит из трёх Н-образно скреплённых между собой стенок и кровлевидного верха. Ловчий стакан укреплён снаружи на более высокой передней стенке в верхнем углу. Ловушка Малеза действует по принципу преграды. Летящие насекомые наталкиваются на её центральную стенку, затем поднимаются вверх и собираются в верхнем углу ловушки, где находится округлое отверстие, через которое насекомые затем попадают в ловчий стакан, который наиболее часто является полупрозрачной полиэтиленовой банкой. Ловчий стакан обычно крепится горлышком вниз при помощи двух колец. Кольцо, расположенное снаружи передней стенки ловушки Малеза, обычно имеет наконечник для прикрепления к шесту.
Стеклянная банка с фиксатором крепится к ловчему стакану при помощи полиэтиленовой крышки с вырезом. Фиксирующей жидкостью обычно служит этиловый спирт 96 % концентрации.
В последнее время стали появляться различные модификации ловушки Малеза для отлова ос и других насекомых в различных местообитаниях. Так, имеется модифицированная конструкция ловушки Малеза, которая позволяет осуществлять её подъём на высоту 10—14 м для сбора насекомых в кроне деревьев.